# 1303
Cette page concerne l'année 1303  du calendrier julien.
L'année 1303 est une année commune qui commence un mardi.

## Événements
- 29 janvier : début du siège par le sultan de Delhi de la forteresse rajput de Chitor, qui se défend héroïquement[2].
- 20-22 avril : bataille de Shaqhab[3]. Nouvelle avancée des Mongols de Perse en Syrie repoussée par les Mamelouks à Shaqhab (Chaqah) au sud de Damas.
- 25 août : le sultan de Delhi Ala ed-Din Muhammad Khiji s’empare de Chitor et la met à sac.
- Août : Douwa, khan djaghataïde de Transoxiane et son suzerain Djeper, fils de Qaïdu, reconnaissent la suzeraineté de la dynastie Yuan. L’unité de l'empire mongol est rétablie[4].
- Été : Kay Qubadh III, le sultan Saljûqide de Rum est assassiné. Masud II reprend le pouvoir (fin en 1307)[5].
- Une armée djaghataïde de 120 000 hommes dirigée par Turgaï marche contre Delhi qu’elle assiège pendant plusieurs mois. Ne pouvant démolir les murailles de la ville, les Mongols se retirent, après avoir saccagé toute la région et le Pendjab[6].
- Birmanie : la dynastie Yuan abolit sa province de Chiang-Men (Tagaung) et abandonne définitivement la Haute-Birmanie.

### Europe
- Hiver rude. Selon Christian Pfister, c'est le début du "Petit âge glaciaire" (PAG) qui perdure jusqu'en 1860, caractérisé par une avancée des glaciers européens, des températures hivernales très froides, non constantes mais fréquentes, des étés souvent humides et frais[7]. Sécheresse en été ; la Loire, le Rhin, la Seine et le Danube sont à sec[8].

- 1er février : Carta Mercatoria, charte accordant aux marchands hanséates et italiens l’extraterritorialité en Angleterre au sein de quartiers réservés, ainsi que l’exemption de tout impôt direct en échange de la perception de droits sur les marchandises qu’ils font transiter[9].
- 24 février, guerres d'indépendance de l'Écosse : victoire des Écossais sur les Anglais à la bataille de Roslin[10].
- 4 mars : mort de Daniel Moskovski[11]. Son fils Georges Danilovitch devient prince de Moscou (fin en 1325). Il annexe le territoire de Mojaïsk, conquis sur Smolensk[12].
- 4 avril : mort d’Othon IV de Chalon, comte « titulaire » de Chalon (1267-1303), et comte de Bourgogne (1279-1303)[13]. Sa femme Mahaut d'Artois s’intitule comtesse d’Artois, de Bourgogne palatine et dame de Salins.
- 13 avril[14] : bulle menaçant d'excommunication le roi de France.
- 20 avril : fondation de l'université de Rome par le pape Boniface VIII (théologie et droit)[15].
- 30 avril[16] : le pape Boniface VIII reconnait l'élection d'Albert de Habsbourg comme roi des Romains.
- 1er mai : les Génois obtiennent d’Andronic II le droit de clore de mur leur comptoir de Péra-Galata[17].
- 20 mai : Traité de Paris entre Philippe IV le Bel et Édouard Ier d'Angleterre. La France restitue l'Aquitaine (la Guyenne), à condition que le roi d'Angleterre rende hommage pour ses possessions continentales[18].

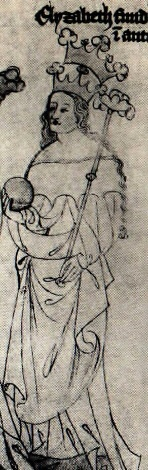
26 mai : Élizabeth Ryksa reine de Bohême et de Pologne.

- 26 mai : Élizabeth Ryksa épouse Venceslas II et est couronnée reine de Bohême et de Pologne[19].
- Mai : début d'une campagne d’Édouard Ier d'Angleterre en Écosse (fin en 1304)[20].
- 26 juin : Duns Scot est banni de France pour avoir refusé d’apporter son soutien à Philippe IV dans sa querelle avec le pape Boniface VIII au sujet de la levée des décimes. Après un bref exil, Duns Scot retourne à Paris où il enseigne jusqu’en 1307[21].
- 30 mai[22] : le pape Boniface VIII adjuge la couronne de Hongrie à Charobert au détriment de son rival Venceslas III.
- 8 août[23] : Tremblement de terre à Candie (Crète) qui fait 4000 victimes. La ville compte 10 000 habitants, s’étend sur 78 ha et sa population ne cesse d’augmenter malgré le séisme et la peste de 1348.
- 7 septembre : attentat d'Anagni. Philippe IV le Bel, roi de France, fait arrêter le pape Boniface VIII par Guillaume de Nogaret[1].
- Septembre : les Almogavres, des compagnies de routiers catalans, aragonais et navarrais débauchés après la paix de Catalbellotta (1302), arrivent à Constantinople ; Andronic II Paléologue les embauche contre les Turcs. L'Empire byzantin tombe sous leur main jusqu'en 1311[24].

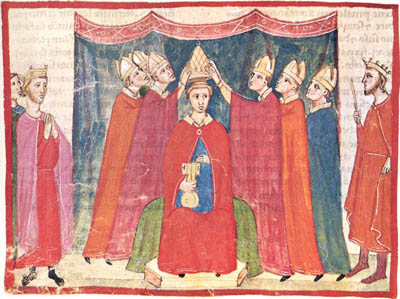
27 octobre : couronnement de Benoît XI

- 22 octobre : début du pontificat de Benoît XI (jusqu'en 1305)[1].
- Octobre : apparition du fouage en France, impôt dû non plus par des tenanciers ou des vassaux, mais par des sujets (levée royale répartie par feu entre les familles du royaume, qui a un caractère encore irrégulier)[25].

- Le mathématicien chinois Zhu Shijie fait paraître son Miroir de jade des quatre inconnues[26].
- Première apparition de l'artillerie en Europe : un canon d'Amberg aurait porté la date de 1303[27].